# Émile Picard
Pour les articles homonymes, voir Picard (homonymie).
Charles Émile Picard, né le 24 juillet 1856 à Paris et mort le 11 décembre 1941 à Paris 6e, est un mathématicien français, spécialiste de l'analyse mathématique. Il a laissé son nom à une méthode itérative de résolution des équations intégrales.

## Biographie
Fils d'un directeur de fabrique de soie à Vauxbuin, près de Soissons, ayant un magasin à Paris rue du Faubourg-Saint-Denis, il fait ses études classiques au lycée de Vanves de 1864 à 1868, puis au lycée Napoléon de 1868 à 1874 où il a comme professeur de physique, Joseph Charles d'Almeida à qui on doit la première réalisation de l'illusion du relief au moyen des anaglyphes. Il perd son père durant son année de rhétorique (première) en 1872 à la suite du siège de Paris. Il obtient cette année-là le baccalauréat ès lettres puis l'année suivante le baccalauréat ès sciences.
Il suit ensuite les cours de mathématiques spéciales au lycée Henri IV et est reçu deuxième au concours d'entrée de l'École polytechnique et premier à celui de l'École normale supérieure en 1874. Après quelques tergiversations, il opte pour cette dernière. Étudiant à la faculté des sciences de Paris, il y obtient les licences ès sciences mathématiques et ès sciences physiques puis le doctorat ès sciences mathématiques avec une première thèse sur l’application de la théorie des complexes linéaires à l'étude des surfaces et courbes gauches soutenu en 1877 alors qu'il n'a pas 21 ans.
La même année il est premier lauréat du concours d’agrégation de mathématiques. Il devient ainsi agrégé-préparateur durant un an (1877-1878) à l'École normale supérieure puis en 1878 chargé de conférences à la faculté des sciences de Paris. Il est ensuite chargé du cours de calcul différentiel et intégral à la faculté des sciences de Toulouse (1879-1881).
En janvier 1881, il épouse Marie, fille de son professeur Charles Hermite et à l'automne de la même année il revient à Paris pour suppléer Jean-Claude Bouquet dans la chaire de mécanique physique et expérimentale de la faculté des sciences. Deuxde leurs cinq enfants meurent pendant la Première Guerre mondiale, et son fils cadet, Henry, décède en 1924 des suites d'une maladie contractée pendant la Grande Guerre.

## Carrière
En octobre 1885, il est chargé à la faculté des sciences de Paris du cours de la chaire de calcul différentiel à la suite de la mort de Jean-Claude Bouquet, et en devient le titulaire en août de l'année suivante lorsqu'il atteint l'âge légal de 30 ans. En 1897 il prend celle d'analyse supérieure et d'algèbre supérieure à la retraite de son beau-père, chaire qu'il occupe 34 ans jusqu'à sa mise à la retraite en 1931. Il exerce aussi à l'École centrale des arts et manufactures, de janvier 1895 à mars 1937, formant à la mécanique plus de dix mille ingénieurs, et de 1883 à 1885 à l'École normale supérieure en tant que chargé de conférences de mécanique et d'astronomie.
À l'occasion de l'Exposition universelle de 1900, il écrit un rapport général sur les sciences du point de vue général et philosophique contenant une analyse du rapport entre la Mécanique et l’Énergétique qui, au moment de la découverte des quanta par Max Planck, énonce les limites de l'énergétisme.
En 1922, il tente une première fois d'entrer à l'Académie française pour remplacer Émile Boutroux, mais n'obtient que trois voix. Sa seconde tentative en 1924 est une réussite puisqu'il est élu le 27 novembre pour succéder à Charles de Freycinet, battant Pierre Mille au deuxième tour par 17 voix contre 11. Son discours de réception est prononcé par Marcel Prévost.
Au sein de l'Académie des Sciences, Émile Picard fit la lecture de La vie et l'œuvre de Gabriel Lippman (membre de la Section de Physique Générale) dans la séance publique annuelle du 14 décembre 1931. Dans cette lecture, il évoque l'influence de Joseph-Charles d'Almeida sur  Lippmann pour entrer à l'École normale supérieure en 1868 et lui donner le goût des sciences physiques.
Émile Picard se fait rapidement un nom dans le cercle des mathématiciens, prouvant un théorème difficile qui porte son nom. Ce travail sur les singularités des fonctions holomorphes, complété plus tard par Gaston Julia, lui vaut une première nomination pour devenir membre de l'Académie des sciences, élection reportée en 1889 en raison de son jeune âge. Il fut secrétaire perpétuel de cette académie de 1917 jusqu'à sa mort en 1941.

## Famille / descendance
Son épouse Marie, fille de Charles Hermite (1822-1901), lui-même mathématicien, décède en 1945.
Sa fille aînée, Louise Picard (1882-1970), épouse le physicien Louis Dunoyer de Ségonzac (1880-1963) d'où deux fils : Bernard (1908-1979) et Jean-Michel (1913-2008), et postérité.
Jean-Michel Dunoyer de Ségonzac, professeur, se marie à Guillemette de Chauveau-Ducos, descendante directe de Théodore Ducos (1801-1855), armateur et ministre de la Marine et des Colonies sous Napoléon III.

## Héritage
- Petit théorème de Picard : toute fonction entière non constante prend chaque valeur une fois au moins, avec au plus une exception.
- Grand théorème de Picard : toute fonction holomorphe ayant une singularité essentielle prend chaque valeur une infinité de fois sur tout voisinage de cette singularité, avec au plus une exception.
- Les travaux très innovants de Picard ouvrirent la voie à de nouvelles recherches. Il fut le premier à utiliser le théorème du point fixe de Banach dans une méthode d'approximations successives de solutions d'équations différentielles ou d'équations aux dérivées partielles. On lui doit également des travaux en géométrie algébrique et des recherches appliquées sur l'élasticité et sur la chaleur. Son Traité d'analyse constitua longtemps une référence, mais Picard fut aussi philosophe et historien des sciences.
- La médaille Émile Picard, financée par la Fondation Émile Picard, est décernée tous les six ans à un mathématicien choisi par l'Académie des sciences.

## Honneurs et distinctions
- Président du congrès international des mathématiciens
- Grand-croix de la Légion d'honneur
- Secrétaire perpétuel pour les sciences mathématiques à l'Académie des sciences élu en 1917
- Grand-croix de l'ordre de Sant'Iago de l'Épée en 1921
- Lauréat de la médaille d'or Mittag-Leffler en 1937
- Membre de l'Académie française élu le 27 novembre 1924 et reçu le 11 février 1926 par Marcel Prévost[13]
- Docteur honoris causa de cinq universités[1].

## Œuvres mathématiques
- Notice sur les travaux scientifiques, Gauthier-Villars, Paris, 1889, texte en ligne disponible sur IRIS
- Théorie des fonctions algébriques de deux variables indépendantes (avec Georges Simart), Gauthier-Villars, t. 1 (1897), t. 2 (1906). Réimpression corrigée en un volume par Chelsea Publishing Co., Bronx, N.Y., 1971
- Traité d'analyse (1905, en 3 vol.), Éditions Gauthier-Villars (réédition Jacques Gabay, Sceaux, 1991)
- Leçons sur quelques équations fonctionnelles avec des applications à divers problèmes d'analyse et de physique mathématique, Gauthier-Villars, Paris, 1950
- Leçons sur quelques types simples d'équations aux dérivées partielles avec des applications à la physique mathématique, Gauthier-Villars, Paris, 1950